# Мордент
Мордент (на италиански: mordente – „хапя“, „кълва“) e музикален мелизъм.
Характерното при него е острото, като акцент, редуване на основния тон с допълнителния, който отстои от него на секунда по-високо или по-ниско. Обозначава се със знака .
Обозначенията за различните морденти в зависимост от това какъв ще бъде като отношение спомагателния тон, по-висок или по-нисък, се изписват и тяхното значение е съответно:
В случай че допълнителният тон е по-висок от основния, се използва главното обозначение, в случай че е по-нисък – същото, но пресечено с вертикална чертица.
Съществуват също кратки и дълги морденти, но те нямат по-специална нотация: в тези случаи нотите от мелизма се изписват конкретно като височина и времетраене.
Много често мордентът бива комбиниран с други музикални мелизми – трилер, групето и др., които може да предшества или последства, като по този начин се образува сложен мелизъм.